# Satori a Parigi
Satori a Parigi è un romanzo di Jack Kerouac pubblicato nel 1966 e la cui elaborazione avvenne nel 1965.
Si tratta di un breve ed in parte autobiografico racconto di un uomo che visita Parigi e, in seguito la Bretagna, alla ricerca delle sue origini.

## Edizioni italiane
- Jack Kerouac, Satori a Parigi, traduzione di Silvia Stefani, collana I piccoli delfini n. 32, Bompiani, Milano, 1968,  p. 141.
- Jack Kerouac, Satori a Parigi, traduzione di Silvia Stefani, collana Oscar narrativa n. 1677, Mondadori, Milano, 1998,  p. 120, ISBN 88-04-44836-9.